# Світова війна
Світова́ війна́ — глобальне протиборство коаліцій держав із застосуванням засобів збройного насильства, що охоплює велику частину країн світу.

## Тлумачення
Термін зазвичай відносять до двох безпрецедентних конфліктів, що відбувалися протягом 20-го сторіччя: Першої світової війни (1914—1918) та Другої світової війни (1939—1945).
Суспільно-політичне явище, яке характеризується збройним протистоянням провідних країн світу й залежних від них країн, бойовими діями, що охоплюють значну територію та велику кількість людей, й супроводжується неймовірними людськими жертвами та руйнуванням.